# Kajo Keji (condado)
Kajo Keji é um condado localizado no estado de Equatória Central, Sudão do Sul. O condado até hoje possui uma população muito pobre, pelo seu histórico de sofrimento com os massacres sucedidos na época da busca da liberdade do Sudão do Sul.